# Taddeo Zuccari
Pour les articles homonymes, voir Zuccari et Zuccaro.
Taddeo Zuccari, Zucchero ou Zuccaro est un peintre italien de la Renaissance tardive, né le 1er septembre 1529 à Sant'Angelo in Vado, près d'Urbino dans la région des Marches, et mort le 2 septembre 1566 à Rome. Il est le frère aîné de Federico Zuccari.

## Biographie
Taddeo Zuccari est un peintre de l'école romaine. Fils d'un artiste prénommé Ottaviano, il a pour premiers maîtres Pompeo Morganti puis Giacomone da Faenza. Avec son frère cadet Federigo, il part pour Rome.
Très jeune, prenant pour modèles Polydore de Caravage et Perin del Vaga, il adopte un style maniériste. Il produit une quantité considérable de tableaux dont la qualité varie du bon au faible, voire au mauvais. À Rome, les revendeurs proposent ses œuvres à tous les prix.
Lorsqu'il soigne son style, il manifeste des aptitudes. Mais elles sont gâtées par une négligence étrangère à l'élévation des idées ou à la beauté des caractères. Ses peintures offrent une collection de portraits. Soignés, les visages répètent souvent la même physionomie, inspirée de ses propres traits. Son style varie encore moins dans les pieds, les mains ou les plis des étoffes, ce qui a été jugé comme un manque de goût. Les nus - peu fréquents - sont exempts de  maniérisme, contrairement à ceux de l'école florentine contemporaine. Vêtements, ornements, barbes et coiffures reflètent la mode de l'époque. Imitant les anciens, il fait jaillir de la toile quelques figures à mi-corps, comme si elles se situaient sur un plan inférieur ou près d'un lieu plus élevé.
Il orne de fresques le château de Caprarola. Elles illustrent la vie des membres de la famille Farnese qui se sont rendus célèbres, notamment dans la carrière des armes. Il peint une Vierge pour l'église Saint Sixte de Mantoue et une Conversion de Saint Paul à San Marcello. Dans son Abecedario (tome 6, p. 161), Pierre-Jean Mariette cite de lui plusieurs tableaux religieux.
Il meurt début septembre 1566, à l'âge de 37 ans.
Son buste se trouvait jadis dans la Rotonde (le Panthéon) avec celui de Raphaël, mort au même âge que lui. En 1822, le cardinal Consalvi les fit transporter au Capitole.

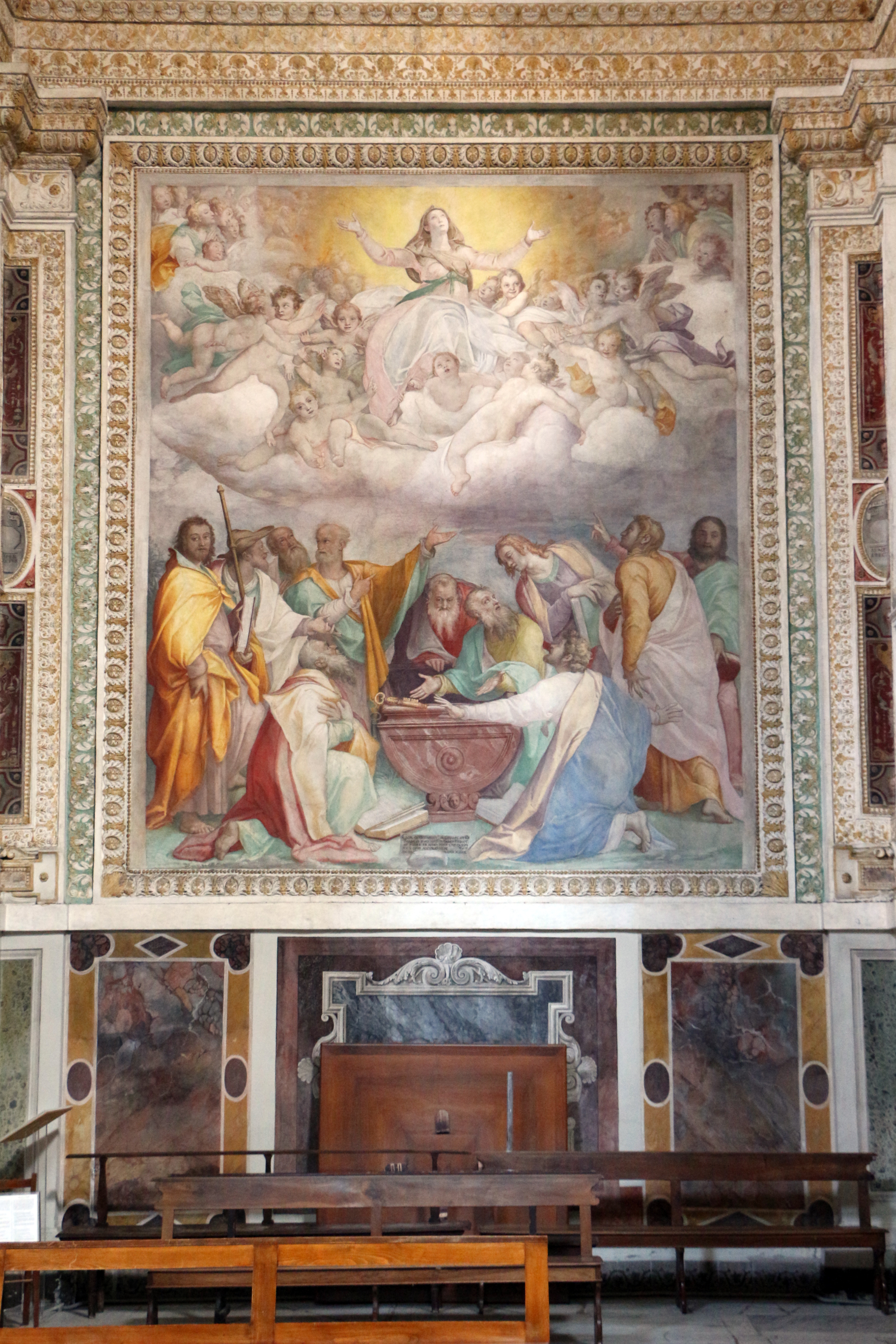
Assomption des frères Zuccari, 1563/65, Trinità dei Monti, Rome.
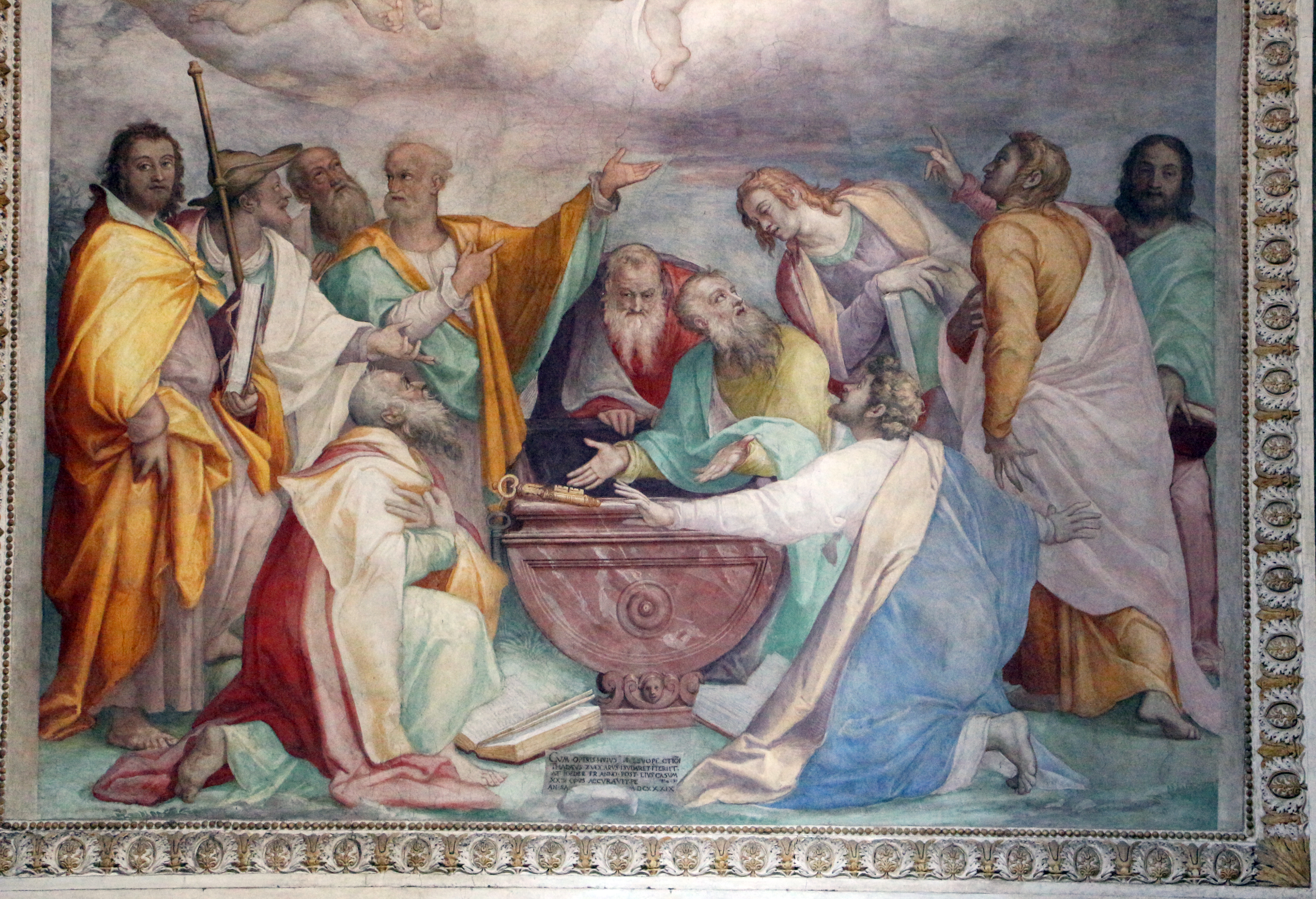
Assomption (détail).
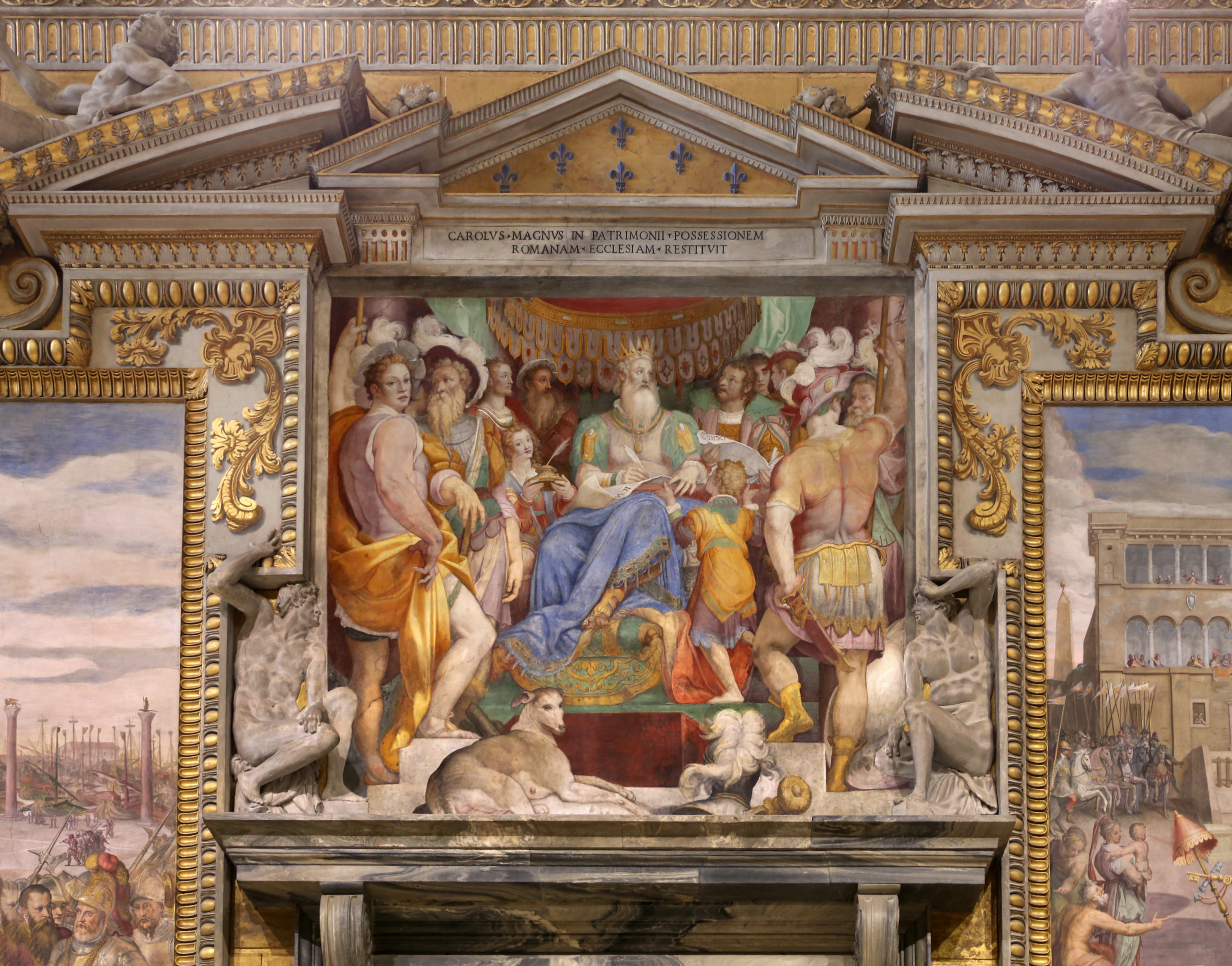
Charlemagne confirmant la donation de Ravenne à l’Eglise, 1464, Sala Regia.
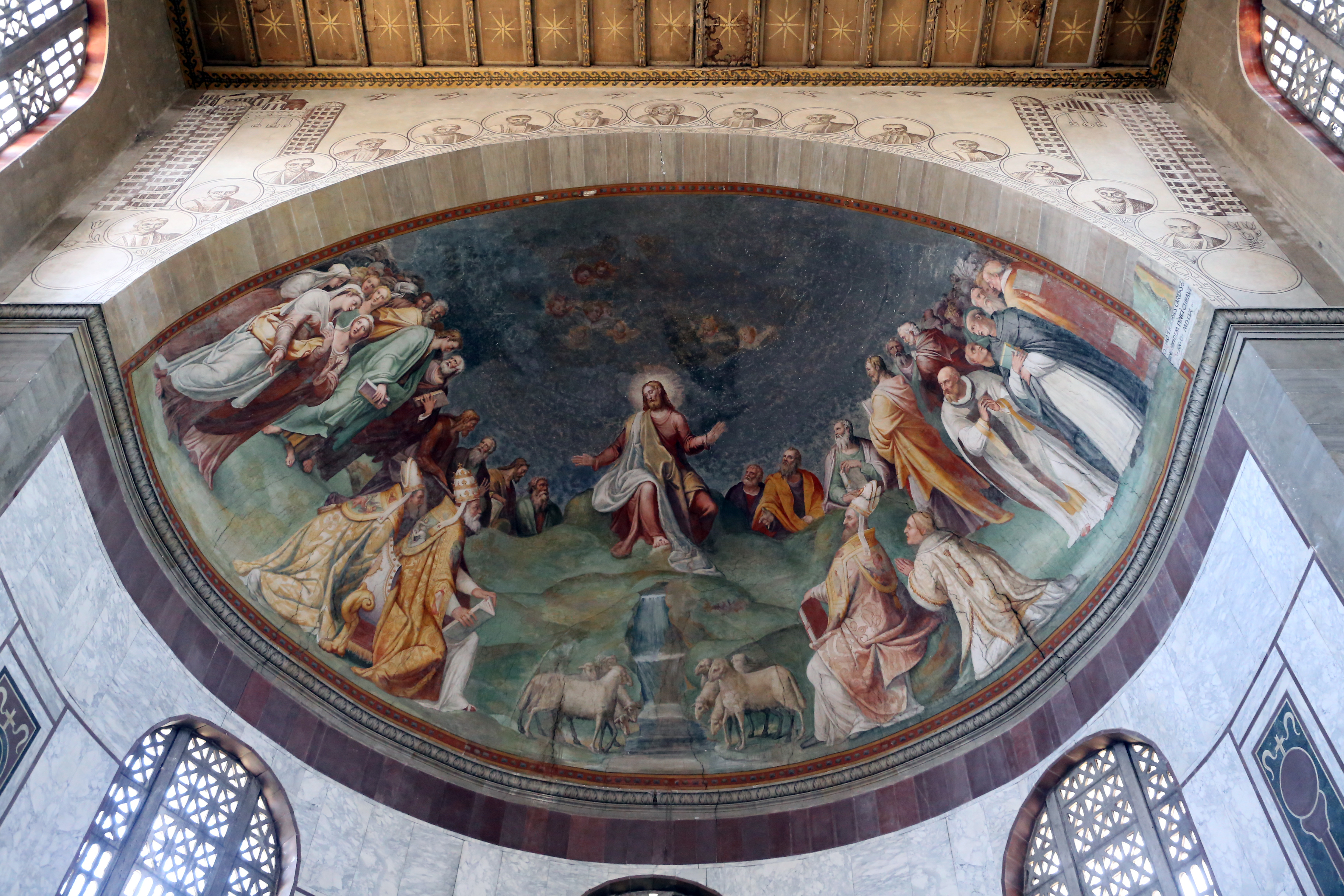
Christ au milieu des apôtres, Sainte Sabine à Rome, 1560.
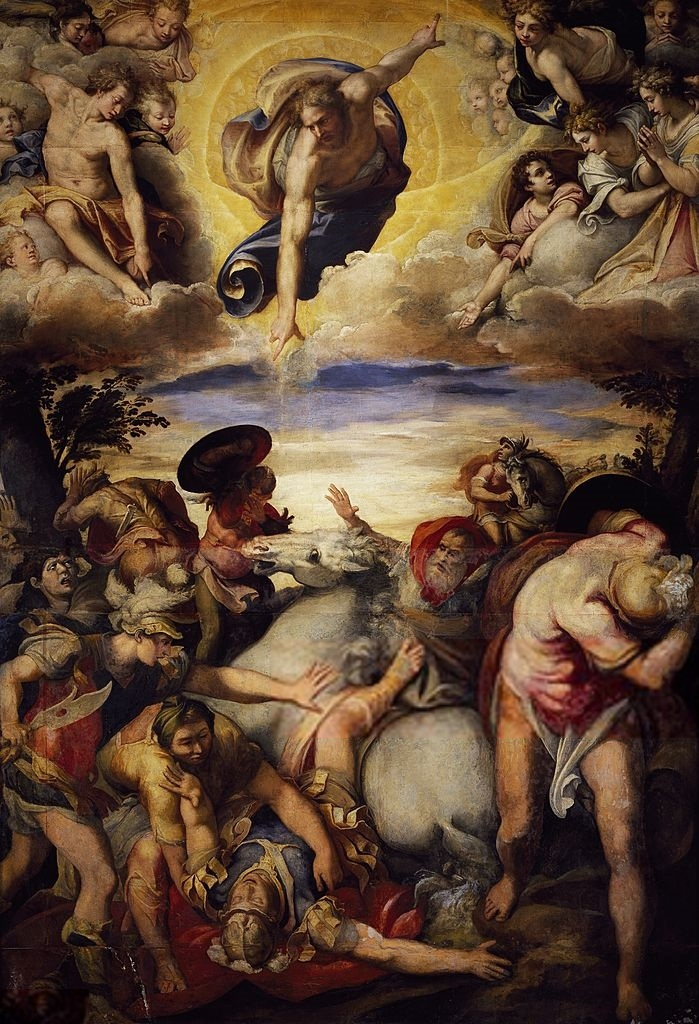
Conversion de Saint Paul, 1564, saint Marcel al Corso, Rome.
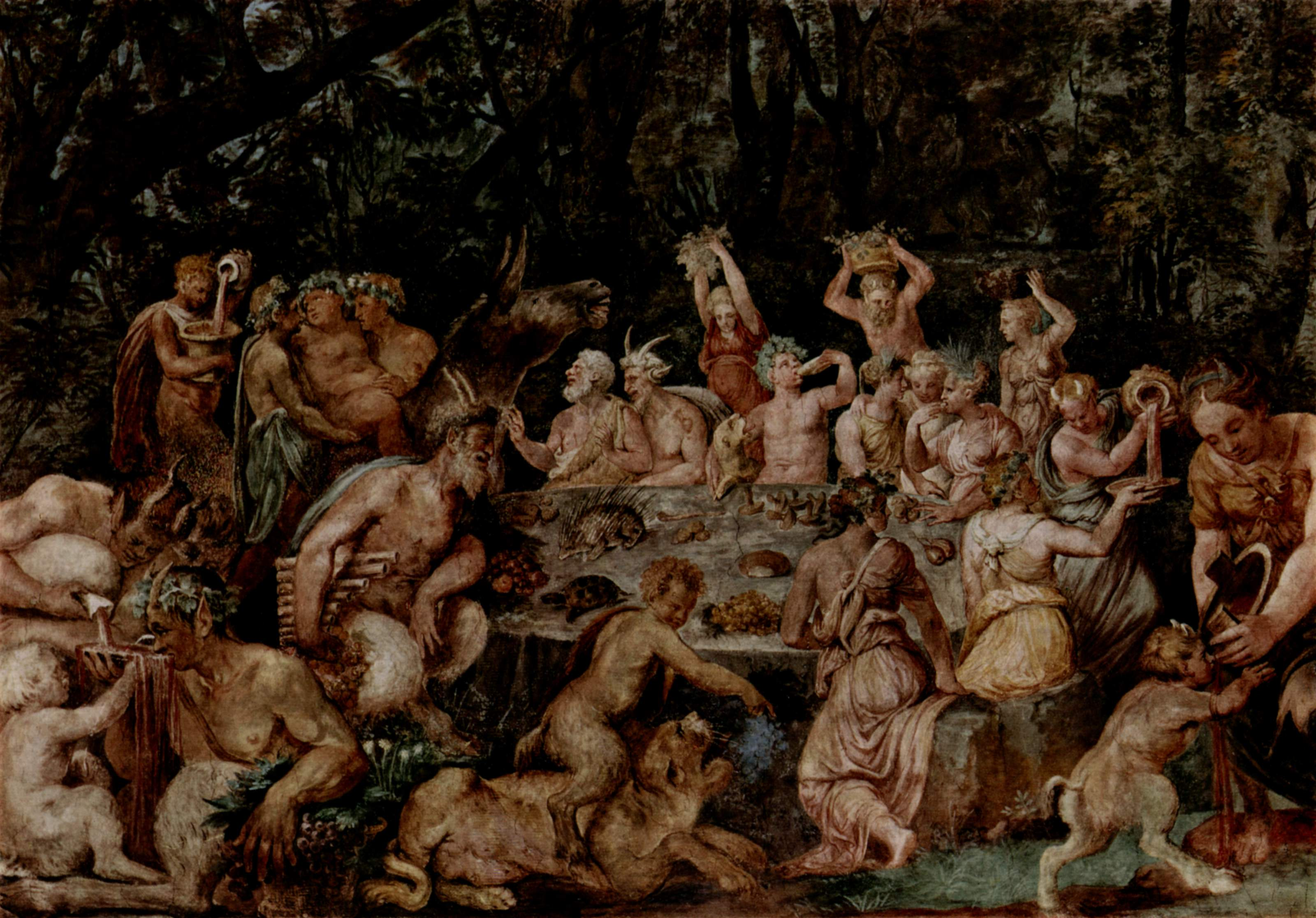
Fresque de la Villa Giulia, Taddeo Zuccari et Prospero Fontana,Rome.